# Highclere
Highclere – wieś w Anglii, w hrabstwie Hampshire, w dystrykcie Basingstoke and Deane. Leży 31 km na północ od miasta Winchester i 89 km na zachód od Londynu.
Nieopodal znajduje się posiadłość arystokratyczna Highclere Castle.
W Highclere urodził się major Hugh P. Seagrim - bohater wojny japońsko-brytyjskiej w Mjanmie.